# 田子の月
株式会社田子の月（たごのつき、英:TAGONOTSUKI CO., LTD.）は、静岡県富士市に本社を置く和菓子及び洋菓子の製造・販売を行う企業。1952年に創業し、主力商品は田子の月もなか、富士山頂など。

## 歴史

### 誕生
1950年（昭和25年）頃から創業者の牧田良三は屋台を引っ張って「たのしみ焼き」（今川焼きだが良三はたのしみ焼きとして売っていた）を販売していたが、あまり売れ行きが良くなかった。1952年（昭和27年）夏、牧田良三が従兄の家を訪れた際、静岡で、もなか一品のみで、午前中で売り切れ、しかも当時の金額で5万円も売る人がいると聞き、良三は会いたいと、手紙を出す。すると、「何日に店を訪ねて来なさい。商売は正午で終わる。」というハガキが届く。良三が言われた通りにその店に行くと、そこのもなか屋の店主が三笑亭という当時静岡一の牛肉店の2階座敷に案内された。そして、二、三人の女中にもなかを与えるという如才のなさを良三は知った。その後、良三はもなか一品で商売になるかと訪ねた。するとその人は笑いながらこう言った。「なります。私も元は素人です。もなかなら素人でもできますからあなたもやってごらんなさい。」と。この一言で1952年10月22日、田子の月はもなか屋さんとして誕生した。

### 屋号
元々田子の月は屋号ではなかった。登録はしてあったが、もなかの名前としてだ。最初、屋号は「味味屋」（みみや）とした。吉原一の菓子屋になろうという決心していて、それには味が大事だから味を重んずるという意味を持たせた。だが、お客さんは「みみや」と呼ばず「あじあいや」という人が殆どだった。味味屋という屋号は十数年続けたが、お客さんが「みみや」と呼んでくれないのでやめた。次に良三が考えたのは「お笑堂」であった。これなら菓子屋らしいという自負もあったが「笑う門には福来る」というし、日本人は笑いの乏しい人種だというから、大いに笑いを普及しようという意図もあった。だがお客さんに「お宅の菓子は病気見舞いには使えませんね。特に交通事故で怪我をした人には」と言われ屋号を変更した。良三は随分考えた末に「環」（たまき）とした。環は牧田に似ているし、環は丸という意味で和を表すからもってこいだと思った。ところがお客さんがこう言った。「どうして田子の月にしないの、田子の月っていい名前じゃないの」と。良三はお客さんが言うんだから民主的だと思い、この名前になった。商品名と屋号が同じなら宣伝に都合が良いという理由もある。

### 由来
良三が田子の浦の川面に映る月の美しさに感動したことから田子の月と名付けられた。

### 広告
良三は新聞に広告を入れるのはもちろん、歩いている人やバスに乗っている人の目線の高さを考え電柱に広告を貼ったり、「田子の月もなか」だけを細長い紙に赤で印刷して逆さに貼って歩くなどさまざまな宣伝を行ったことにより、田子の月が発展していった。

### 包装紙
田子の月もなかがまだ思うように売れなかった頃、有名人の名前を使えば売れると考えた良三は当時日本人なら知らない人がいないほど有名だった武者小路実篤に一筆書いてほしいと頼み、丸もなかを差し出した。すると武者小路実篤は20分ほどで、画仙紙に書かれた丸もなかの絵とその上に「名月や子供よろこぶ田子の月」と書き、名前と落款を押した。それが田子の月が長い間使っていた包装紙である。それから田子の月は有名になっていった。その証拠に遠方からの注文が多くなった。

### 虎屋との付き合い
良三は日本一のもなか作ろうと考えた為、日本一の菓子屋赤坂の虎屋へ行くために、東京へ行って公衆電話から電話した。「お宅は羊かんにはどんな寒天を使っていますか。どこの問屋から仕入れていますか。」と良三は聞いた。すると、その問屋を教えてもらい、良三はその問屋へ行き虎屋と同じものを仕入れた。その後、良三は虎屋の常務の人と親しくなり、その人が亡くなるまで付き合いは十数年続いた。

## 事業所

### 店舗
- 本店- 静岡県富士市青葉町40

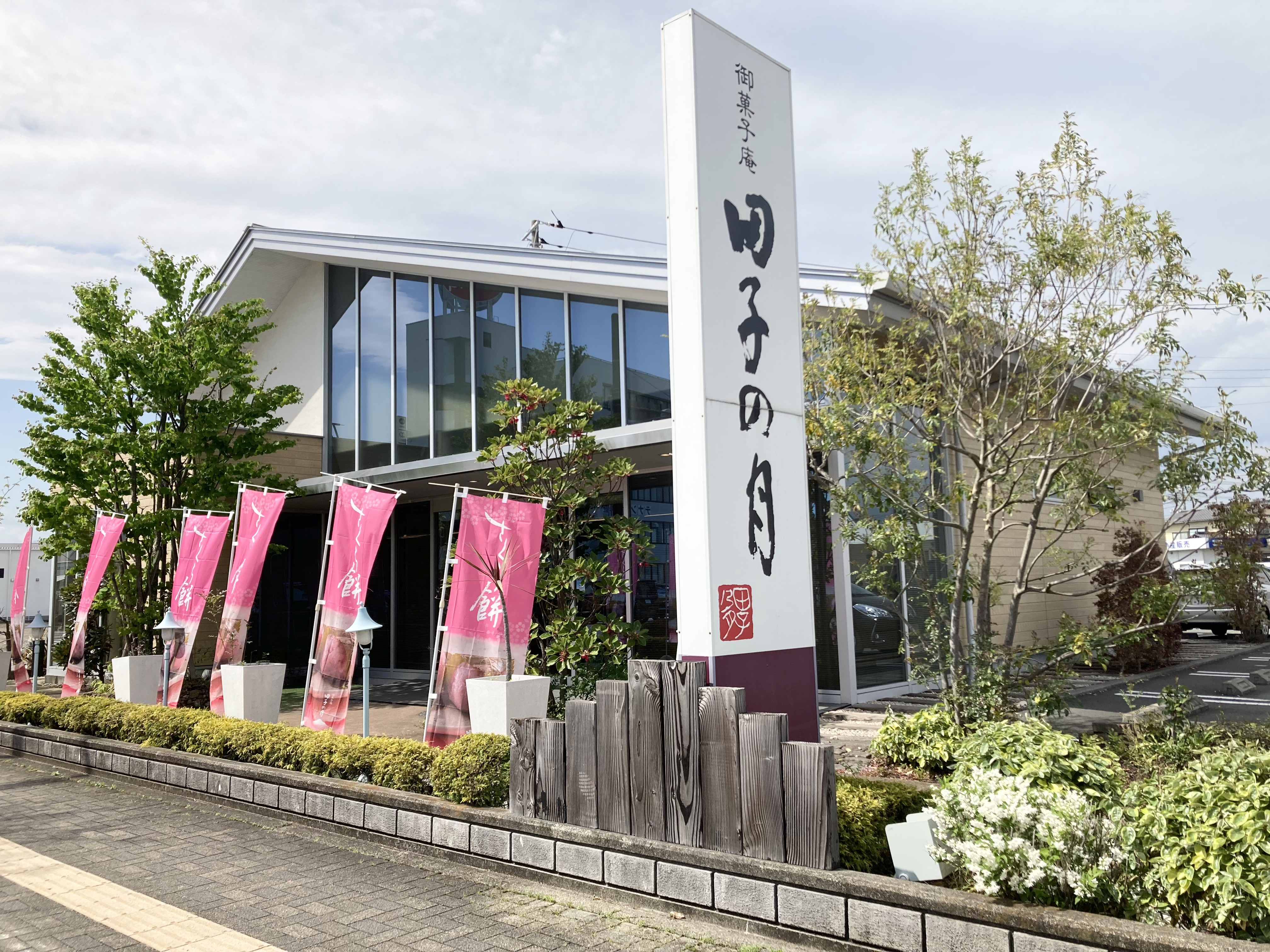
田子の月　本店

店舗は他に、富士市、静岡市に5店舗、沼津市に3店舗、御殿場市に2店舗、富士宮市、裾野市、三島市、函南町、清水町、浜松市に1店舗の計22店舗を展開している。

### 田子の月菓寮
富士山御殿場本店、鷹岡店に併設されており、田子の月の和菓子やメニューを提供している。

### たい焼き工房
静岡城北店に併設されている。

## 商品

### 定番の和菓子
- 田子の月もなか
- 富士山頂[1]
- 富士山御蔭餅
- あしたへ（バームクーヘン）
- もんぱり
- 富士の白妙
- まどれーぬ
- どらやき

### 期間限定品
- 富士山暦もなか - 月替わりで旬の味をもなかに仕立てて販売している。販売日は毎月15日[11]。
- 福餅 - 毎月29日に販売される餅菓子[12]。

その他、季節により様々な菓子が販売されている。